# Ian Chapman
Ian Chapman (Bendigo, Victòria, 21 de desembre de 1939) va ser un ciclista australià. Es va especialitzar en el ciclisme en pista. Va participar en els Jocs Olímpics de Roma de 1960.

## Palmarès
- 1965
  - 1r als Sis dies de Launceston (amb Barry Waddell)